# 东马干遗址
东马干遗址，位于中华人民共和国浙江省湖州市南浔区千金镇，是浙江省省级文物保护单位之一。
2017年1月13日，东马干遗址被列入第七批浙江省文物保护单位，该文物保护单位是一座古遗址。